# IC 4053
IC 4053 је појединачна звијезда у сазвјежђу Береникина коса која се налази на листи објеката дубоког неба у Индекс каталогу.
Деклинација објекта је + 22° 55' 27" а ректасцензија 13h 1m 1,3s.